# Rica Talk Hotel
Rica Talk Hotel is een wolkenkrabber en hotel in de stad Stockholm (Zweden). Het gebouw ligt bij de Stockholmsmässan in het stadsdeel Älvsjö. Met een hoogte van 72 meter is het gebouw het op zeventien na hoogste gebouw en op twee na hoogste hotel van Zweden. Het gebouw telt 19 verdiepingen en 248 kamers. Het is ontworpen door Rosenbergs Arkitekter en werd geopend op 23 mei 2006. Het hotel beschikt over een bar, restaurant en vergaderfaciliteiten.

## Foto's

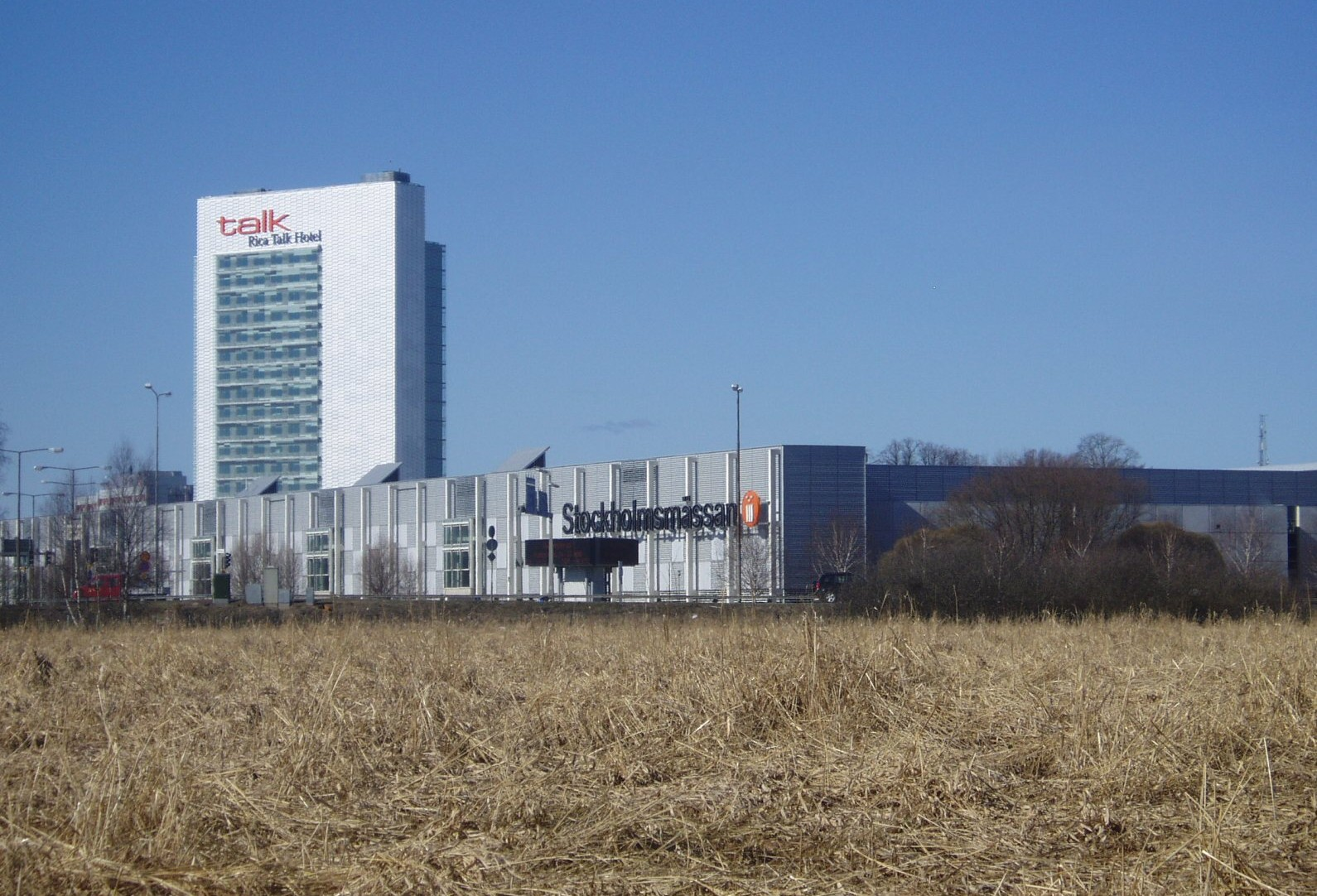
Omgeving in 2006
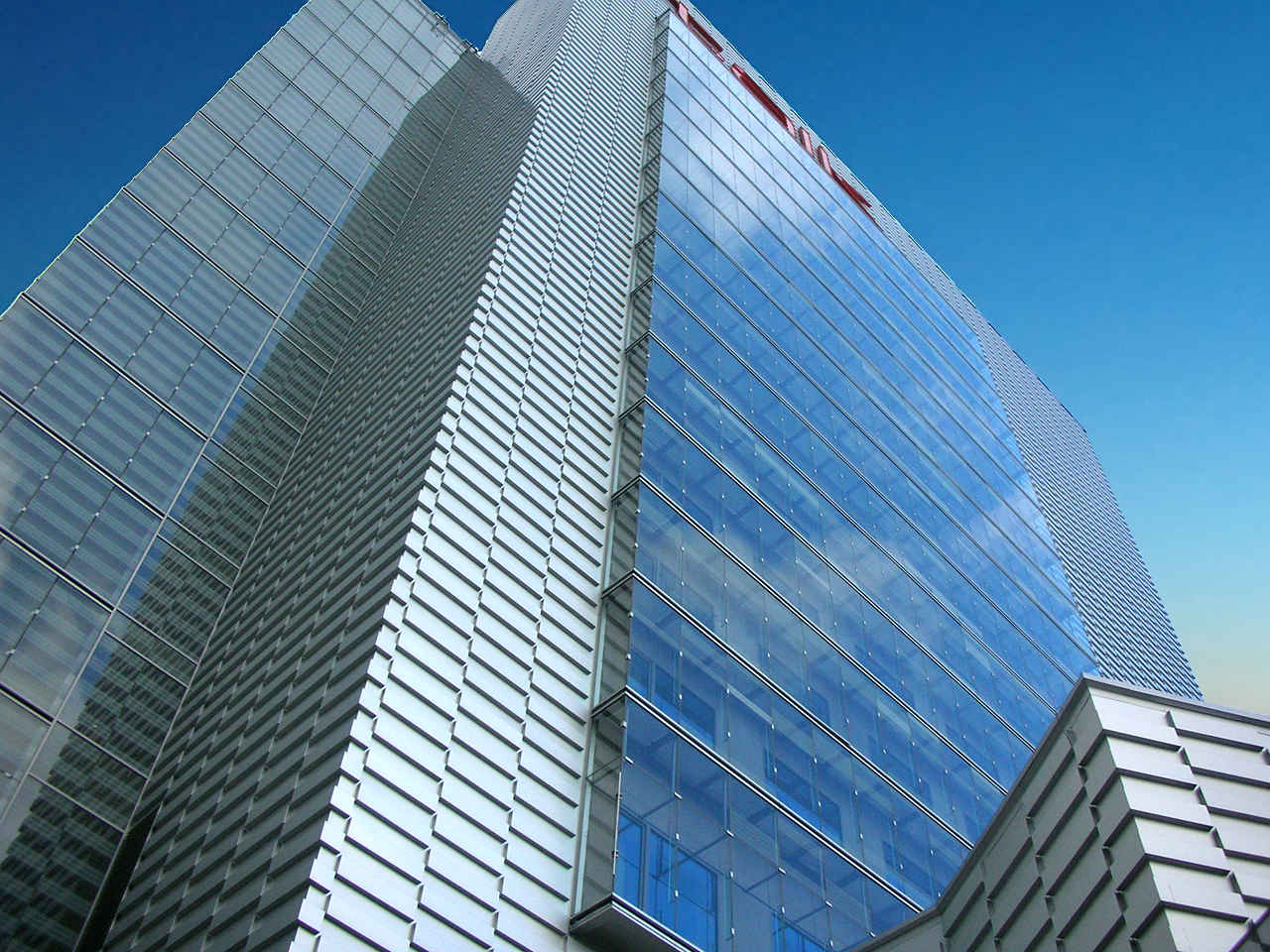
Zijkant
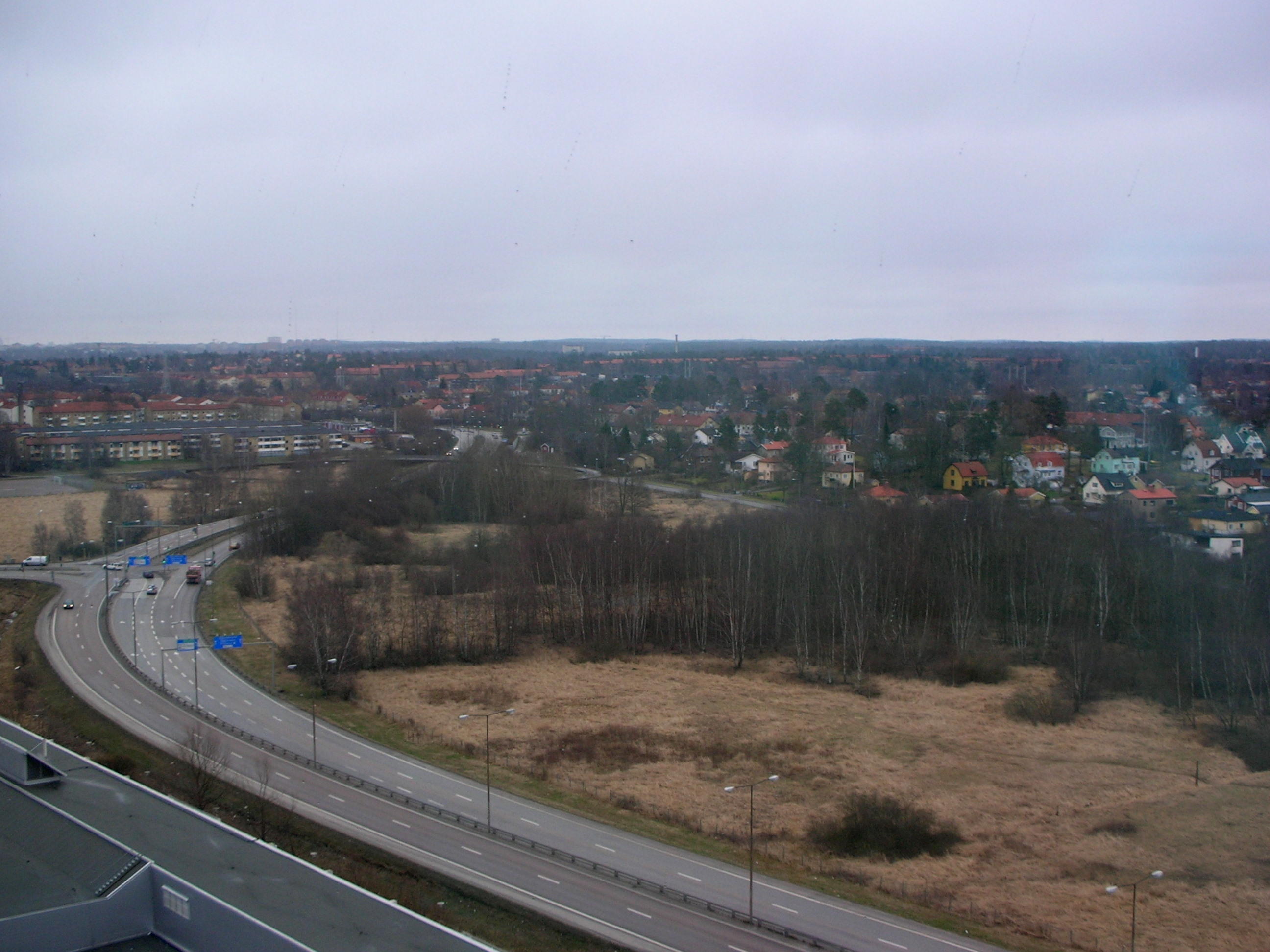
Uitzicht